# Howard (hrabstwo Chippewa)
Howard – miasto w Stanach Zjednoczonych, w stanie Wisconsin, w hrabstwie Chippewa.